# St. Jürgen (Beienrode)

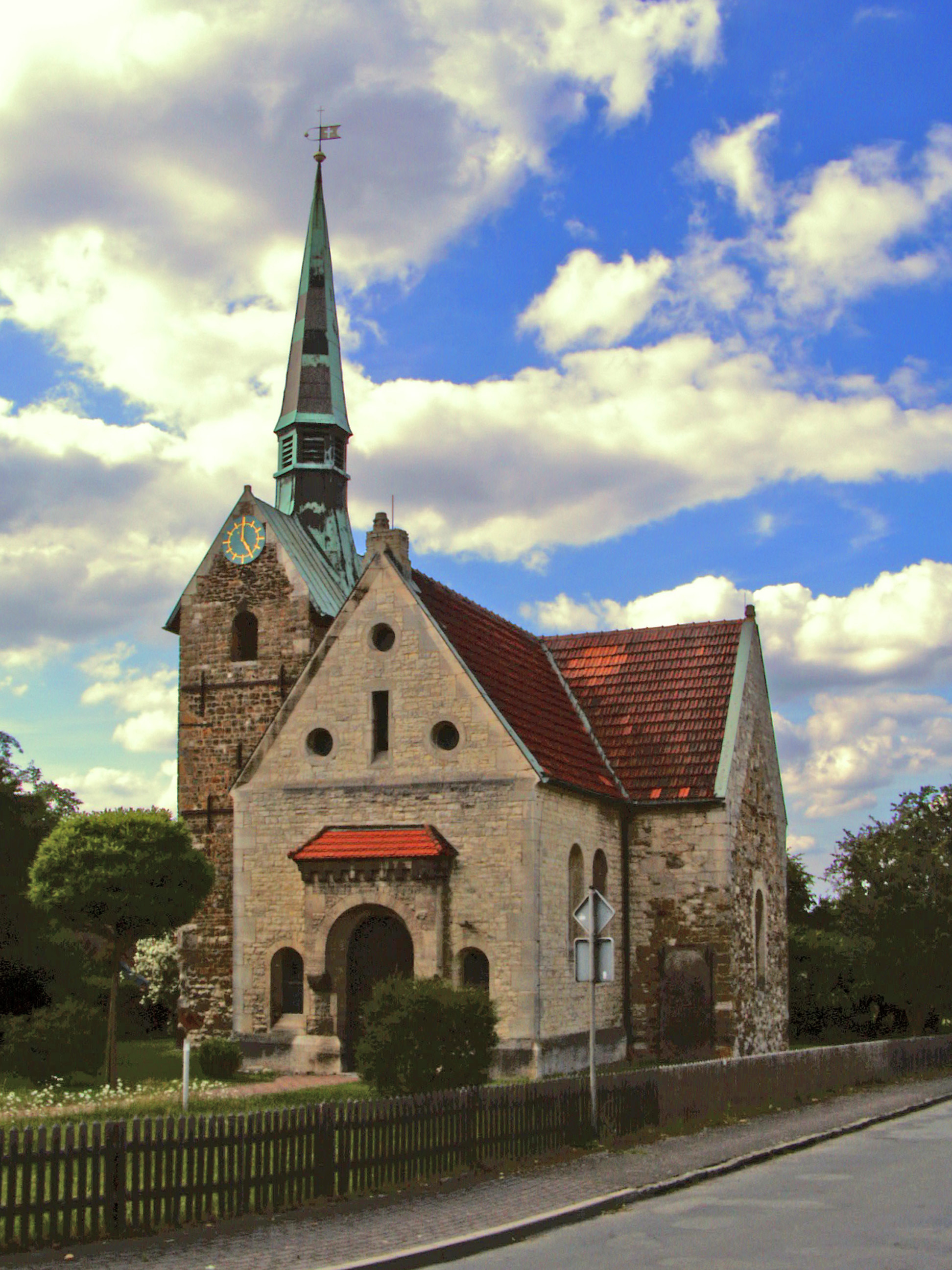
St. Jürgen

Die evangelisch-lutherische denkmalgeschützte Kirche St. Jürgen steht in Beienrode, einem Ortsteil der Gemeinde Lehre im Landkreis Helmstedt in Niedersachsen. Die Kirchengemeinde gehört zum Pfarrverband Schunter der Propstei Königslutter der Evangelisch-lutherischen Landeskirche in Braunschweig.

## Beschreibung
Die Saalkirche besteht aus einem romanischen Kernbau, der in Ost-West-Richtung orientiert war. Der querrechteckige Kirchturm war westlich an das alte Kirchenschiff angebaut. Er ist mit einem Satteldach bedeckt, aus dem sich ein Dachreiter erhebt. Das Erdgeschoss des Turms öffnet sich in zwei Rundbögen zum alten Kirchenschiff. Die Empore für die Orgel stammt aus dem Jahr 1592. Die Kirche wurde mehrmals erweitert. Um 1900 wurde an das alte Kirchenschiff ein Arm eines Querschiffes angebaut, der nunmehr das neue Kirchenschiff bildet. Damit erfolgte eine Umorientierung in Nord-Süd-Richtung. 